# Sílvids
Els sílvids (Sylviidae) són una família d'ocells de mida petita que inclou un gran nombre d'espècies, si bé en època recent s'han separat un bon nombre, formant les famílies Phylloscopidae, Cettiidae, Acrocephalidae i Megaluridae o Locustellidae.

## Morfologia
- Tenen el plomatge suau i de colors apagats, terrosos, ocres, negres i rosats.
- No presenten dimorfisme sexual acusat.
- Tenen el típic bec estret i fi dels ocells insectívors.[1]

## Alimentació
El seu aliment bàsic són els insectes que persegueixen entre la vegetació.

## Hàbitat
Aquesta família reuneix espècies molt característiques dels ambients palustres, que acostumen a nidificar en els canyissars. Són molt representatius de les zones humides dels Països Catalans.

## Distribució geogràfica
Viuen a Euràsia i Àfrica.

## Costums
Solen tindre un cant melòdic i agradable que emeten moltes vegades entre el fullam o amagats.

## Taxonomia
Arran els estudis de Gelang et al (2009), algunes espècies que estaven classificades com a timàlids, van passar a ser considerades dins els sílvids (Sylviidae). Més tard però, la major part van passar a ser classificades a una família diferent: els paradoxornítids (Paradoxornithidae). Segons la classificació del Congrés Ornitològic Internacional (versió 11.1, 2021), la família dels sílvids està formada únicament per dos gèneres, amb 34 espècies:
- Gènere Sylvia, amb 7 espècies.
- Gènere Curruca, amb 27 spècies.